# Карну-ан-Прованс
Карну-ан-Прованс (фр. Carnoux-en-Provence) — коммуна на юго-востоке Франции в регионе Прованс — Альпы — Лазурный Берег, департамент Буш-дю-Рон, округ Марсель, кантон Ла-Сьота.
Площадь коммуны — 3,45 км², население — 6896 человек (2006) с тенденцией к стабилизации: 6764 человека (2012), плотность населения — 1960,6 чел./км².

## Население
Население коммуны в 2011 году составляло 6792 человека, а в 2012 году — 6764 человека.
| 1968 | 1975 | 1982 | 1990 | 1999 | 2006 | 2011 | 2012 |
| ---- | ---- | ---- | ---- | ---- | ---- | ---- | ---- |
| 2207 | 3120 | 5149 | 6363 | 7042 | 6896 | 6792 | 6764 |

Динамика населения:

## Экономика
В 2010 году из 4306 человек трудоспособного возраста (от 15 до 64 лет) 3112 были экономически активными, 1194 — неактивными (показатель активности 72,3 %, в 1999 году — 65,2 %). Из 3112 активных трудоспособных жителей работали 2782 человека (1460 мужчин и 1322 женщины), 330 числились безработными (136 мужчин и 194 женщины). Среди 1194 трудоспособных неактивных граждан 387 были учениками либо студентами, 436 — пенсионерами, а ещё 371 — были неактивны в силу других причин.
На протяжении 2010 года в коммуне числилось 2716 облагаемых налогом домохозяйств, в которых проживало 6778,0 человек. При этом медиана доходов составила 22 тысячи 879 евро на одного налогоплательщика.